# Piezochaerus marcelae
Piezochaerus marcelae là một loài bọ cánh cứng trong họ Cerambycidae.